# Noyarey
Noyarey è un comune francese di 2 309 abitanti situato nel dipartimento dell'Isère della regione dell'Alvernia-Rodano-Alpi.

## Geografia fisica
Piccolo comune semi rurale situato ai piedi delle falesie del Massiccio di Vercors in Val d'Isère a nord-ovest di Grenoble.
Il borgo originale fu costruito su un costone per evitare le devastanti piene primaverili dell'Isère.

## Società

### Evoluzione demografica
Abitanti censiti

## Amministrazione

### Gemellaggi
- Merone